# Marcin Polok
Marcin Piotr Polok (ur. 25 czerwca 1980 we Wrocławiu) – polski chirurg, dr hab. nauk medycznych i nauk o zdrowiu, pracownik naukowy Szpitala Uniwersyteckiego im. Karola Marcinkowskiego w Zielonej Górze sp. z o.o. i Instytutu Nauk Medycznych Collegium Medicum Uniwersytetu Zielonogórskiego.

## Życiorys
Jest absolwentem Akademii Medycznej im. Piastów Śląskich we Wrocławiu, w 2013 r. obronił pracę doktorską pt. Ocena skuteczności operacyjnego leczenia wodonercza u dzieci, której promotorem był prof. Wojciech Apoznański, w 2020 r. habilitował się na podstawie pracy zatytułowanej Zastosowanie technik małoinwazyjnych w leczeniu operacyjnym wad nerek u dzieci. Został zatrudniony na stanowisku adiunkta w Katedrze i Klinice Chirurgii i Urologii Dziecięcej na Wydziale Lekarskim Uniwersytetu Medycznego im. Piastów Śląskich we Wrocławiu.
Jest profesorem uczelni w Instytucie Nauk Medycznych Collegium Medicum Uniwersytetu Zielonogórskiego, oraz w Szpitalu Uniwersyteckim im. Karola Marcinkowskiego w Zielonej Górze sp. z o.o.